# Domenico Di Carlo
Domenico Di Carlo (Cassino, 1964. március 23. –) olasz labdarúgó-középpályás, edző.

## Pályafutása

### Játékosként
1979–1981 között a Real Cassino, 1981–82-ben a Treviso, 1982–1984 között a Como, 1984–1986 között ismét a Treviso, 1986–87-ben a Ternana, 1987–1990 között a Palermo, 1990–1999 között a Vicenza labdarúgója volt. A vicenzai csapattal 1997-ben olaszkupa-győztes lett. 1999–00-ben a Lecce, 2000–01-ben a Livorno játékosa volt. 
2001-ben az FC Südtirol csapatában fejezte be az aktív játékot.

### Edzőként
2001–2004 között a  Vicenza, majd 2004–2007 között a Mantova ifjúsági csapatainál dolgozott. 2007–08-ban a Parma, 2008–2010 között a Chievo, 2010–11-ben a Sampdoria, 2011–12-ben a ismét a Chievo, 2014-ben a Livorno, 2014–15-ben a Cesena, 2015–2017 között a Spezia, 2018-ban a Novara, 2018–19-ben újra a Chievo vezetőedzője volt. 2019–2021 között a Vicenza, 2022–23-ban illetve 2023-ban a Pordenone, 2023-ban és 2024-ben a SPAL, 2024–25-ben az Ascoli szakmai munkáját irányította.

## Sikerei, díjai
Vicenza
- Olasz kupa (Coppa Italia)
  - győztes: 1997